# Jakub Rychlovský
Jakub Rychlovský (* 7. srpna 2001 Vrchlabí) je český hokejový útočník a reprezentant, nejčastěji hraje na pozici levého křídla. Již od mládežnických kategorií působí v týmu Bílí Tygři Liberec.
S hokejem začal ve svém rodném Vrchlabí, kde si upevnil pozici i v hlavním týmu a stal se oporou mládeže. Objevoval se na mládežnických akcí, včetně šampionátu U18 a U20. Poté nastupoval v druhém týmu HC Benátek nad Jizerou, odsud si ho vyhlédl právě Liberec.

## Klubová statistika
| Sezona  | Klub                   | Soutěž | Z. | G. | A. | B. |
| ------- | ---------------------- | ------ | -- | -- | -- | -- |
| 2018–19 | HC Benátky nad Jizerou | 1.ČHL  | 42 | 4  | 2  | 6  |
| 2019–20 | HC Benátky nad Jizerou | 1.ČHL  | 35 | 7  | 10 | 17 |
| 2019–20 | Bílí Tygři Liberec     | ČHL    | 13 | 1  | 0  | 1  |
| 2020–21 | Bílí Tygři Liberec     | ČHL    | 28 | 1  | 2  | 3  |
| 2020–21 | HC Benátky nad Jizerou | 1.ČHL  | 7  | 2  | 9  | 11 |
| 2021–22 | Bílí Tygři Liberec     | ČHL    | 45 | 6  | 7  | 13 |
| 2021–22 | HC Benátky nad Jizerou | 1.ČHL  | 19 | 4  | 10 | 14 |
| 2022–23 | Bílí Tygři Liberec     | ČHL    | 52 | 5  | 12 | 17 |
| 2023–24 | Bílí Tygři Liberec     | ČHL    | 51 | 26 | 20 | 46 |